# グレッツァーゴ
グレッツァーゴ（伊: Grezzago）は、イタリア共和国ロンバルディア州ミラノ県にある、人口約3,000人の基礎自治体（コムーネ）。

## 地理

### 位置・広がり

#### 隣接コムーネ
隣接するコムーネは以下の通り。括弧内のMBはモンツァ・エ・ブリアンツァ県所属を示す。
- ブズナーゴ (MB)
- ポッツォ・ダッダ
- トレッツァーノ・ローザ
- トレッツォ・スッラッダ
- ヴァプリオ・ダッダ

### 地震分類
イタリアの地震リスク階級 (it) では、3 に分類される
。